# Singapūras Satīns
Singapūras Satīns è un gruppo musicale lettone formatosi nel 2015. È attualmente costituito dai rapper Jānis Krīvēns, Niks Evalds, Edgars Bāliņš, Kārlis Zenne, Mārtiņš Plūme, Juris Štrāls e Eduards Gorbunovs.

## Storia del gruppo
Fondatosi a Riga, il gruppo è salito alla ribalta nel 2019 con la pubblicazione del terzo album in studio Ne jau atkal, che ha esordito al 4º posto della classifica dei dischi più venduti a livello nazionale della Latvijas Izpildītāju un producentu apvienība. A fine anno è stato il 41º album più venduto in territorio lettone, risultando il 7º fra quelli di artisti lettoni. Anche la traccia Piededzini mann è riuscita a riscuotere popolarità, terminando al 44º posto nella lista dei singoli più venduti in Lettonia nel corso del 2019. Nell'ambito del Zelta Mikrofons, il principale riconoscimento musicale nazionale, il successo dell'album ha fruttato al gruppo due candidature, tra cui una nella categoria Origo Zelta dziesma.
Nel 2020 sono entrati a far parte della divisione baltica della Universal, e Piededzini mann, Blingi e Planēta: Pritons sono figurati nella top twenty dei brani di artisti lettoni di maggior successo nelle piattaforme streaming per quanto riguarda il 2020. L'anno seguente hanno ottenuto una candidatura al Zelta Mikrofons nella categoria di videoclip grazie ai video musicali di Blingi e Bambaleo.
Nell'aprile 2025 hanno ricevuto la certificazione di platino dalla LaIPA per il successo Uz seen, che ha superato le 40 000 unità vendute.

## Formazione
Attuale
- Jānis Krīvēns – voce
- Niks Evalds – voce
- Edgars Bāliņš – voce
- Kārlis Zenne – voce
- Mārtiņš Plūme – voce
- Juris Štrāls – voce
- Eduards Gorbunovs – voce

Ex componenti
- Kristaps Strūbergs – voce

## Discografia

### Album in studio
- 2016 – Singapūras Satīns, Vol. 1 & 2
- 2017 – Iespēja viena
- 2019 – Ne jau atkal
- 2021 – Stonks
- 2023 – Super

### Mixtape
- 2018 – Lil Mixtape

### Singoli
- 2016 – Ziemā
- 2017 – Miera nav (feat. Zemsegu Pasaule)
- 2017 – Pūpolsvētdiena (feat. Kaņepe)
- 2017 – Ko tu dari klubā
- 2018 – Es nemāku krievu valodu (feat. Fanya)
- 2018 – Benz
- 2018 – Planēta: Pritons
- 2019 – Laiks
- 2019 – Pārāk jauna
- 2019 – Briseles kāposts
- 2019 – Mr Bebrs
- 2020 – Piededzini mann (feat. Horens Stalbe)
- 2020 – Blingi
- 2020 – Bambaleo
- 2021 – Toksisks
- 2021 – Plāksteris (feat. Samanta Tīna)
- 2022 – Kamēr jauni mēs (feat. Miks Galvanovskis)
- 2023 – Degviela
- 2023 – Augsts asinsspiediens
- 2023 – Labvakar (feat. Ricky Done Did It!)
- 2024 – Oranizētā grupā
- 2024 – Braliukai (con Remis Retro)

### Collaborazioni
- 2018 – Stils (Remix) (Ozols feat. Singapūras Satīns & Rolands Če)